# Invictus, ¿te atreves?
Invictus, ¿te atreves? fue un programa de televisión producido por RTVE y emitido por La 1 de Televisión Española. El formato se estrenó el 17 de junio de 2024.El programa fue retirado a la franja de late night en su tercer programa y cambiado de día en su cuarto programa tras sus discretos datos de audiencias.

## Formato
Invictus, ¿te atreves? es un concurso de La 1 en el que dos equipos de famosos se enfrentan a preguntas y pruebas físicas de todo tipo. Capitaneados por dos famosos exdeportitas (Joan Capdevila y José Manuel Pinto y dos humoristas (David Fernández y Susi Caramelo), los equipos rojo y azul tendrán que demostrar su capacidad mental y física para llevarse la victoria, en un concurso en el que los juegos, el deporte y la diversión son los protagonistas. Es un formato adaptado del exitoso concurso del canal británico de Sky One 'A League of their Own', presentado por James Corden y Romesh Ranganathan. Desde que ese estrenara en 2010, cuenta con 18 temporadas en Inglaterra y versiones internacionales en Estados Unidos, Australia, Alemania y Dinamarca.

### Presentadora
| Presentador    | Información               | Logo de La 1 |
| Presentador    | Información               | 2024         |
| -------------- | ------------------------- | ------------ |
| Patricia Conde | Presentador de televisión |              |

### Colaboradores
| Colaborador/a     | Información                                  | Logo de La 1 | Logo de La 1 | Logo de La 1 |
| Colaborador/a     | Información                                  | 2024         |              |              |
| ----------------- | -------------------------------------------- | ------------ | ------------ | ------------ |
| Susi Caramelo     | Presentadora, humorista y reportera          |              |              |              |
| David Fernández   | Humorista y actor                            |              |              |              |
| Joan Capdevila    | Exfutbolista                                 |              |              |              |
| José Manuel Pinto | Exfutbolista, productor y compositor musical |              |              |              |

## Equipo del programa

### Técnico
Dirección
- Gonzalo Ermocida
- Elena Zapata

Realización
- Keles Barreda

Guion
- Gonzalo Ermocida
- Estefanía Salyers

Fotografía
- Alberto Castro

Escenografía
- Daniel Rodríguez Fuentes

Producción
- Ainhoa Iñurreta

## Temporadas y audiencias
| Temporada | Temporada | Emisiones | Estreno             | Final                    | Audiencia media | Audiencia media | Audiencia media |
| Temporada | Temporada | Emisiones | Estreno             | Final                    | Espectadores    | Share           |                 |
| --------- | --------- | --------- | ------------------- | ------------------------ | --------------- | --------------- | --------------- |
|           | 1         | 13        | 17 de junio de 2024 | 27 de septiembre de 2024 | 234 000         | 5,0%            |                 |

### Temporada 1 (2024)
| N.º Temp. | Título                  | Invitado(s)                               | Fecha de emisión | Audiencia      |
| --------- | ----------------------- | ----------------------------------------- | ---------------- | -------------- |
| 1         | Amor y sexo             | Carlos Areces y Fernando Gil              | 17/06/2024       | 663 000 (7,7%) |
| 2         | Medios y redes sociales | David Bustamante y Angy Fernández         | 24/06/2024       | 424 000 (6,2%) |
| 3         | Cultura                 | Bibiana Fernández y Boris Izaguirre       | 01/07/2024       | 492 000 (8,7%) |
| 4         | Supersticiones          | Lolita Flores y Elena Furiase             | 05/07/2024       | 275 000 (6,9%) |
| 5         | Lujos                   | Kiko Rivera y Julio Iglesias, Jr.         | 12/07/2024       | 229 000 (4,0%) |
| 6         | Sacrificios             | Mónica Cruz y Pablo Puyol                 | 19/07/2024       | 101 000 (1,8%) |
| 7         | Rivalidad               | Gonzalo Miró y Loles León                 | 26/07/2024       | 168 000 (5,6%) |
| 8         | Gastronomía             | Paco Roncero e Iñigo Urrechu              | 02/08/2024       | 81 000 (4,2%)* |
| 9         | Familia                 | Canco Rodríguez y Salva Reina             | 16/08/2024       | 129 000 (4,3%) |
| 10        | Salud                   | Juanma López Iturriaga y Martita de Graná | 23/08/2024       | 56 000 (1,9%)  |
| 11        | Trampas                 | Silvia Alonso y Adriana Torrebejano       | 13/09/2024       | 120 000 (4,3%) |
| 12        | Estética                | Javier Coronas y Raúl Cimas               | 20/09/2024       | 155 000 (5,1%) |
| 13        | Jubilación              | Yolanda Ramos y Pablo Carbonell           | 27/09/2024       | 154 000 (5,3%) |

     Líder de su franja de emisión.
- El programa 8 se emitió de 01h50 a 03h15 de la madrugada obteniendo datos partidos de audiencia, se ha puesto la media de los dos.